# Tecnologia de l'elaboració dels diferents tipus de sucre

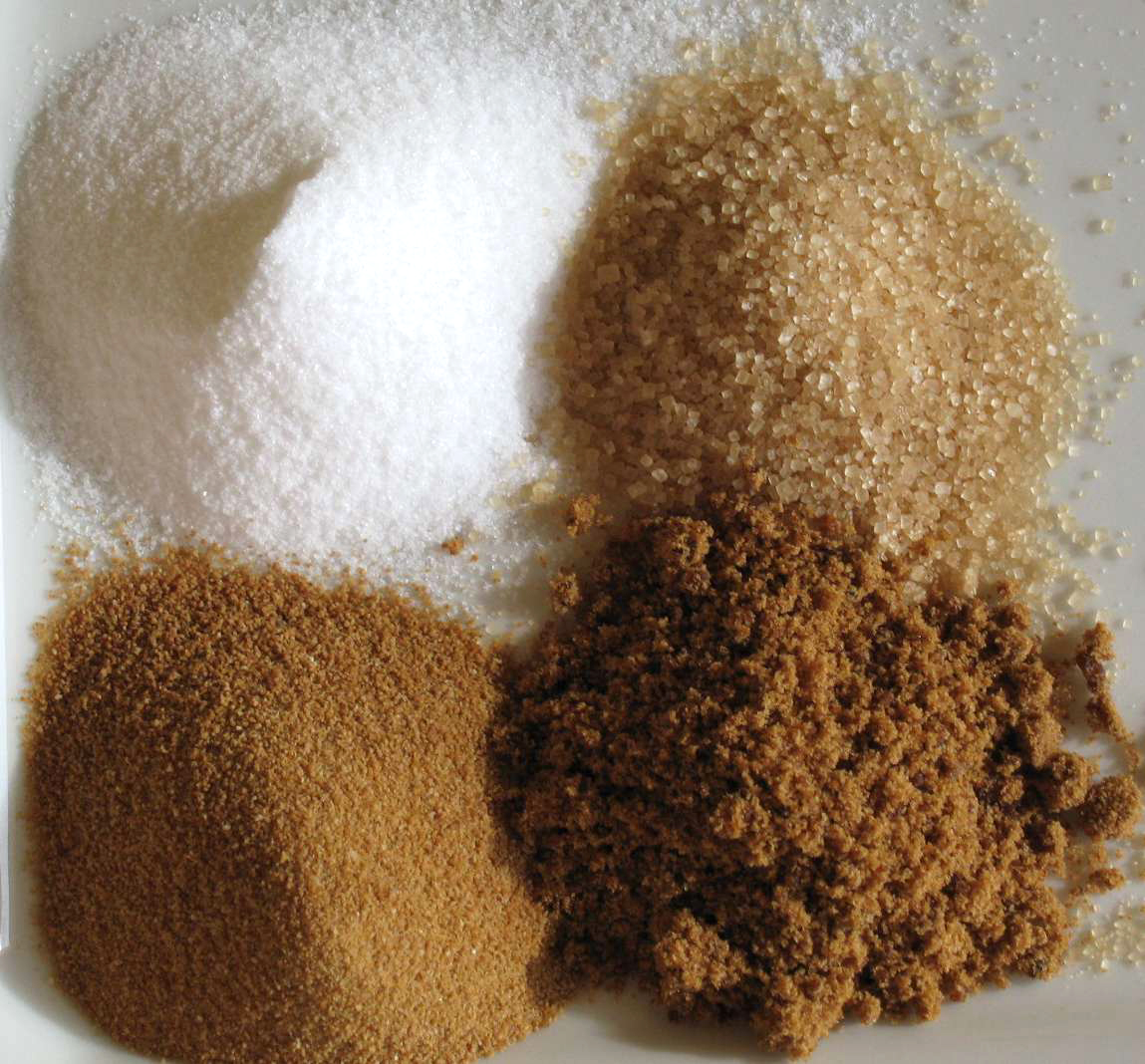
Sucre blanc refinat, sucre moscovat, sucre moré i canya sense processar.

Sucre és el nom comú que es dona als sucres de taula refinats, normalment de color blanc, i formats per cristalls de sacarosa, útils per endolcir postres i menjars en general.
La sacarosa, amb fórmula C₁₂H22O11, és un disacàrid format per una molècula de glucosa i una de fructosa. La sacarosa està present, en quantitats variables, en moltes plantes i fruites diverses, però la remolatxa i la canya de sucre són les fonts més importants i pràcticament les úniques que s'utilitzen en l'elaboració del sucre comercial.
Originalment, es mastegava la canya de sucre per extreure’n el gust dolç i no va ser fins a l'any 10000 aC, a l'Índia, i l'any 6000 aC, al Pacífic Sud, quan es va començar a cultivar la canya per a extreure’n el sucre. A la Xina també coneixien el procés d'extracció i refinament de la canya de sucre des de temps remots.
Durant la revolució agrícola musulmana, els àrabs adoptaren les tècniques de producció de sucre de l'Índia, millorant-lo i refinant-lo en un sistema de producció més industrial. Van crear els primers enginys per a l'elaboració del sucre de canya amb refineries, fàbriques i plantacions.
D'altra banda, la cultura romana no feia servir sucre, sinó que utilitzava la mel com a endolcidor.
La utilització de la remolatxa per a l'obtenció del sucre no es va desenvolupar fins al segle xix a França on, a conseqüència de l'embargament imposat per Anglaterra a la França de Napoleó, es va començar a utilitzar com a substituta de la canya de sucre.

## Matèries primeres

### Remolatxa sucrera

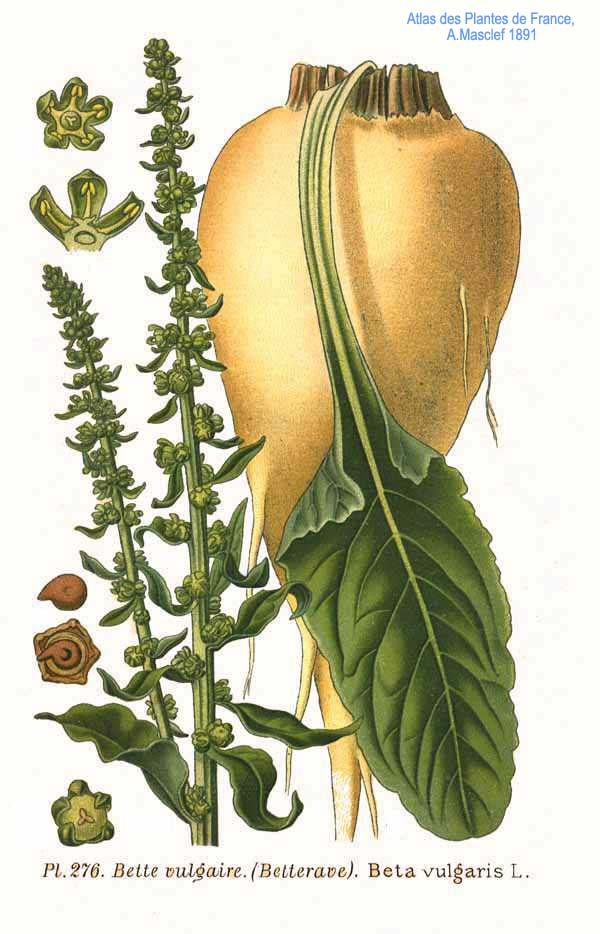
Beta vulgaris

La Remolatxa sucrera (Beta vulgaris L. subsp. vulgaris var. altissima Döll) és una varietat de la remolatxa comú (Beta vulgaris) de la qual s'obté sucre de forma industrial. Al contrari de la canya de sucre, que només creix favorablement en climes tropicals i semi tropicals, la remolatxa és una arrel vegetal biennal que creix en zones temperades i resistents al fred.
Hi ha diverses varietats de remolatxa, entre les quals destaquen la remolatxa vermella i la remolatxa blanca o allargada. Totes dues són molt riques en sacarosa i en midó. Tenen arrels comestibles i les seves fulles poden usar-se com a verdura. La remolatxa vermella és molt més saborosa, és per això que es destina, generalment, en l'alimentació humana com a hortalissa fresca, mentre que la varietat blanca es destina sobretot per a l'obtenció de sucre i a l'alimentació animal.
La remolatxa sucrera procedeix de l'espècie silvestre Beta marítima L., que creix al sud d'Europa i al nord d'Àfrica. Aquesta espècie no és comestible i només s'utilitza com a planta medicinal. Antigament, la remolatxa blanca es consumia com a aliment, tant l'arrel com les fulles, que tenen un sabor semblant als espinacs i encara segueixen menjant-se a França. No va ser fins a principi del segle xix quan se'n va abandonar l'ús com a aliment i es va començar a destinar el seu conreu per a la producció de sucre i l'extracció d'alcohol.
La remolatxa sucrera té tiges d'1 a 2 metres d'alçada i fulles en forma de cor. La part de la remolatxa sucrera que conté més sacarosa i, per tant, és la part d'on s'obté el sucre per a la industria, és l'arrel. Durant el primer any, es forma una gran arrel (entre 1 i 2 kg) amb una concentració de sacarosa entre un 15 i un 20%. Al segon any floreix, però es cull abans, ja que l'arrel decreix quan la planta floreix. Les operacions de recol·lecció i producció de sucre de remolatxa comencen a finals de setembre i perduren fins a gener o febrer; la part superior es talla i s'utilitza per a aliment d'animals, i l'arrel, que conté de 13% a 17% de sacarosa i 0,8% de cendres, s'envia a les fàbriques per posteriorment processar-les.
Només un químic experimentat podria determinar si una mostra de sucre refinat prové de canya de sucre o de remolatxa; el contingut de sacarosa dels dos sucres és molt alt, més del 99,9%, així que qualsevol tipus de sucre (remolatxa o canya) es pot utilitzar per a fins comuns.

### Canya de sucre
La canya de sucre és una espècie de planta que pertany a la família de les Poaceae. Fins a principis del segle xix, va ser l'única font important de sucre. La canya de sucre té una tija semblant al bambú, creix a una altura que oscil·la entre 3 i 5 metres i conté d'un 11 a un 15% de sacarosa en pes. Tot el seu cultiu té com a finalitat l'obtenció de sucre. 

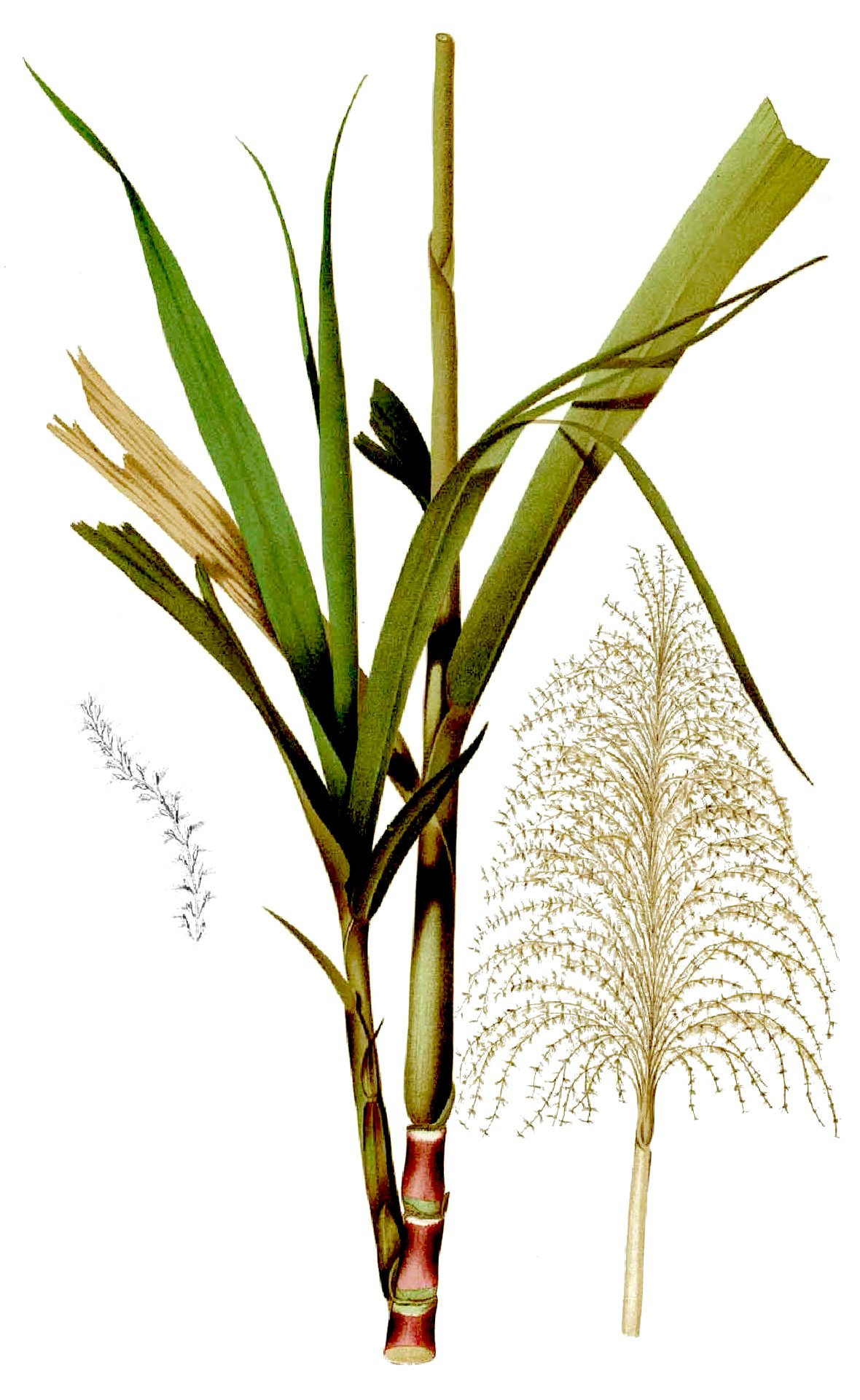
Saccharum officinarum

Actualment hi ha dues espècies salvatges de Saccharum i quatre espècies domesticades: 
- Les formes salvatges són S. spontaneum (situada a Oceania tropical, Àsia i Àfrica) i S. robustum (situada a Papua Nova Guinea i les illes veïnes).
- Les formes domesticades són S. officinarum, coneguda com a canya noble, una de les primeres canyes a ser consumides, mastegant-la per extreure’n la dolçor - actualment el seu conreu està en decadència-), S. chayote (aparentment restringit a Melanèsia i Indonèsia), S. barberi (varietat d'on es va extreure el sucre per primera vegada de manera industrial) i S. sinense.

Pràcticament, totes les varietats comercials de la canya de sucre són híbrids obtinguts per cria selectiva, a partir de les espècies anteriors. Els programes de reproducció assistida de la indústria sucrera han augmentat el rendiment de canya de sucre d'un 1-1,5% T/ha a un 8-17 T/ha en el decurs del segle xx.
Els períodes òptims per al creixement i la collita varien segons la localització geogràfica, d'acord amb l'estacionalitat climàtica. Depenent de les condicions locals, el període de cultiu de la canya varia entre 10 i 22 mesos aproximadament; i el seu rendiment pot fluctuar entre 50 i 120 T/ha/any. En les condicions adequades, la canya tornarà a créixer a partir de l'antiga arrel. Aquests cultius repetits es coneixen com a rebrots, i poden continuar durant 6 o 7 anys, donant un cert avantatge econòmic sobre els cultius anuals (tot i que el rendiment normalment pateix una petita disminució, amb cada cicle de cultiu).
La recol·lecció de la canya de sucre es produeix a l'estació més freda i més seca de l'any, ja que és quan la canya madura i l'estrès hídric augmenta l'acumulació de sacarosa. Encara que algunes fulles romanen verdes, gran part del fullatge és mort una vegada que la canya és madura.
En molts sistemes de cultiu, la crema controlada abans de la collita es fa servir per a netejar les fulles mortes (“palla de canya" o "escombraries") i part de la capa de cera de la canya.
Durant la collita, la canya es talla a nivell de terra, es retiren les fulles verdes i les tiges es tallen i s'agrupen per ser transportades al molí. No ha de transcórrer molt de temps en el transport de la canya acabada de tallar fins a la fàbrica, ja que, si no es processa en 24 hores després del tall, es produeixen pèrdues per inversió de la sacarosa en glucosa i fructosa.
En algunes zones de conreu la canya es talla a mà, proporcionant una ocupació significativa per a les comunitats locals, però incorrent en costos laborals substancials per al productor. La recol·lecció mecanitzada, però, també pot ser costosa en termes de costos de capital i de funcionament dels equips, i només és pràctica quan les condicions del sòl són adequades (per exemple, en un terreny relativament pla).

### Altres matèries primeres i productes endolcidors
Totes les plantes produeixen una quantitat de sucre (sacarosa) variable, però les fonts principals de producció de sucre són la remolatxa i la canya. Altres de menys importància són l'auró sucrer (Acer saccharum), algunes palmeres i la mel.
Del blat de moro (Zea mays var. rugosa) se n'obté un producte dolç diferent a la sacarosa, que ofereix cada vegada més competència al sucre de canya i a la remolatxa. S'ha observat que la tendència en el mercat del blat de moro és augmentar i arribar a captar part del mercat de la remolatxa.
Actualment, aquest producte s'obté per conversió de midó en xarops de fructosa. Durant molts anys, s'ha practicat la conversió de midó en glucosa al tractar amb àcids o amb l'enzim α-amilasa. Els xarops que s'obtenen d'aquesta forma són nutritius però no gaire dolços, ja que la glucosa té un poder endolcidor inferior a la sacarosa.
El fet de descobrir que els enzims es podien immobilitzar sobre substrats orgànics, com la dietil-aminoetil cel·lulosa, o en alguns materials ceràmics, va fer que la utilització d'enzims fos econòmicament viable, ja que una sola càrrega pot servir per a un període relativament llarg i també per tractar una quantitat considerable de materials abans que s'hagin de substituir.
En lloc de fabricar xarop de glucosa mitjançant α-amilasa, es pot tractar amb un enzim immobilitzat diferent, la glucosa isomerasa, que pot convertir fins a un 42% de la glucosa en fructosa, amb 1,3 vegades el poder endolcidor de la sacarosa. Aquest xarop de glucosa i fructosa es pot emprar directament com un endolcidor gairebé equivalent al xarop de sacarosa, o es pot fabricar amb un 55% de fructosa al separar i recircular el xarop sobre l'enzim. El xarop es pot assecar per donar un producte semblant al sucre de taula, però no és massa desitjable, ja que la forma sòlida és higroscòpica, característica que l'hi dona una vida útil curta.

## Obtenció del sucre de remolatxa

### Obtenció del suc de remolatxa

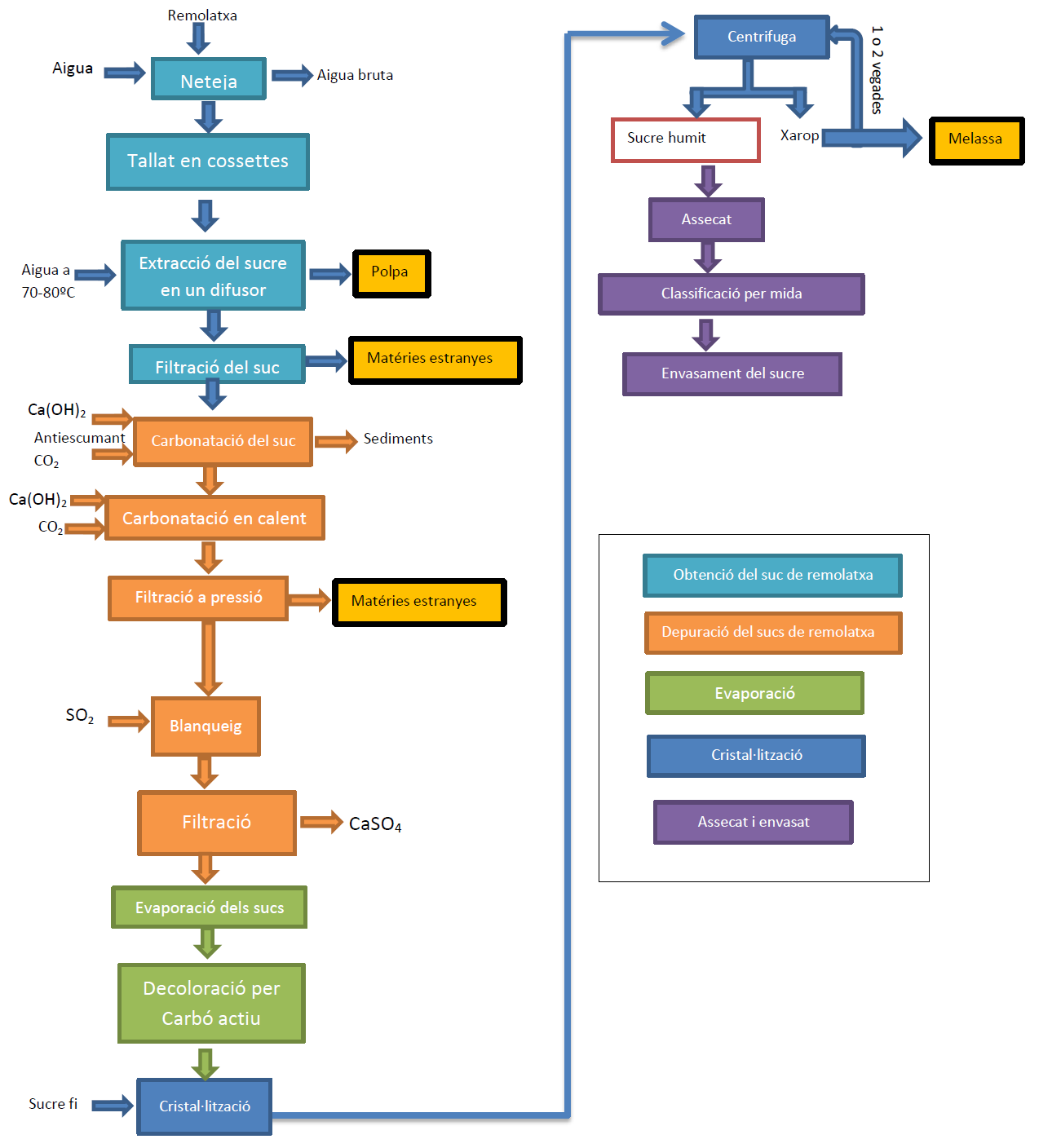
Diagrama de flux sucre de remolatxa

Per obtenir sucre a partir de remolatxa cal extreure la sacarosa i d'altres substàncies solubles en aigua per a l'obtenció d'un suc a partir del qual, després dels tractaments adequats, es pot cristal·litzar el sucre de taula.
El primer pas és la recepció de matèries primeres. Les arrels de la remolatxa arriben a les industries sucreres per mitjà de les séquies, petits canals d'aigua calenta que transporten i realitzen una primera neteja de les remolatxes.
Dins la fàbrica, les remolatxes es netegen novament, aquest cop més a fons, per eliminar totes les restes de sorra i de matèries estranyes provinents del camp. A continuació, es pesen i es tallen a tires fines (semblant a les patates fregides) denominades cossettes. Aquestes cossettes es preescalfen en una escaldadora i s'envien a la torre d'extracció, que no és més que un difusor a contracorrent especialment dissenyat per a la industria sucrera. Les cossettes entren a la torre d'extracció juntament amb aigua a contracorrent (en direcció contrària al flux de cossettes) a una temperatura que oscil·la entre 70 i 80 °C.
La torre d'extracció té dues sortides. D'una banda, una d'on surt l'aigua amb els sucres i les substàncies hidrosolubles de la remolatxa, el que s'anomena suc de remolatxa. El suc és una solució de color blau negrós que conté entre el 10 i el 12% de sacarosa, una petita quantitat de sucre invertit i entre un 2 i 3% de cendres. D'altra banda, hi ha una segona sortida per la polpa de la remolatxa, que conté de 0,1 a 0,3% de sacarosa (depenent del tipus de remolatxa). A la polpa se li elimina l'aigua utilitzant premses de vis sense fi, després s'acaba d'assecar en un assecador rotatori i es ven com a aliment per a animals. El suc es passa per un filtre per eliminar matèries estranyes i s'envia cap a la zona de depuració.

### Depuració del suc de remolatxa
Les operacions de depuració del suc de remolatxa consisteixen en la sedimentació d'impureses indesitjables del suc i un primer blanqueig amb diòxid de sofre per tal d'obtenir un suc sense impureses i d'una tonalitat més clara.
La primera etapa és la carbonatació. Es produeixen dues carbonatacions seguides, una a temperatura ambient per sedimentar les impureses i una altra en calent per sedimentar les poques impureses que hi quedin i per ajustar el pH. En la primera carbonatació, s'afegeix aigua de calç (hidròxid de calci (Ca(OH)₂) en suspensió) fins a assolir una concentració del 2 al 3%. També s'afegeix diòxid de carboni (CO₂) a través del suc, en forma continua, en carbonatadors i una petita quantitat d'antiescumants per a reduir la formació d'escuma que es produeix en aquesta etapa. L'aigua de calç i el diòxid de carboni formen carbonat càlcic i precipiten i eliminen les impureses del suc a més d'augmentar-ne l'alcalinitat.
La carbonatació implica els següents efectes: 
- El carbonat càlcic absorbeix els colorants.
- L'increment de l'alcalinitat (pH més bàsic) coagula les proteïnes del suc.
- L'alcalinitat destrueix alguns monosacàrids, principalment glucosa i fructosa.

L'objectiu és formar partícules grans que precipitin de manera natural deixant un suc clar. Aquest sediment pot arribar a representar un 4 o 5% del pes total de la càrrega de remolatxa i s'elimina al filtrar-lo en filtres rotatoris.
A la segona carbonatació s'afegeix novament aigua de calç fins que la concentració d'aquesta sigui de 0,5% i s'afegeix novament diòxid de carboni, aquest cop en calent. Aquest pas té una gran importància a l'hora d'ajustar el pH per a les etapes posteriors del procés, ja que si el suc es torna àcid en les etapes de cristal·lització de la sacarosa, aquesta es descompondrà ràpidament en glucosa i fructosa, que no només afecten la cristal·lització sinó que a més s'emporten part de la sacarosa a la melassa.
El diòxid de carboni bombejat a la mescla forma carbonat càlcic. Els sòlids diferents als sucres s'incorporen a les partícules de carbonat càlcic i s'eliminen per sedimentació en tancs d'efecte on es pot afegir àcid fosfòric per a ajudar a la sedimentació.
A continuació, el suc clar es blanqueja afegint a la mescla diòxid de sofre (SO₂), es forma un nou precipitat (sulfat de calci (CaSO₄) que s'elimina per pressió en filtres de placa i bastidor i s'envia a la següent fase del procés.

### Evaporació i decoloració
Després de la depuració dels sucs, el suc clar es troba encara relativament diluït, amb un contingut de sucre que varia entre un 10% i un 12%. S'ha de concentrar i decolorar abans de la cristal·lització. Això s'aconsegueix, normalment, mitjançant el pas a través dels evaporadors de múltiple efecte (a les fàbriques de sucre de remolatxa s'acostumen a utilitzar evaporadors de fins a 6 efectes) fins a obtenir una concentració de sacarosa d'un 60%. Això incrementa de nou la concentració d'ions de calci i una part de calci precipita.
El suc concentrat, lliure de matèria insoluble, conté encara una gran quantitat d'impureses dissoltes que l'hi donen un color fosc. Aquestes impureses s'eliminen per percolació utilitzant carbó actiu. Aquest procés es coneix com a decoloració. La decoloració es realitza a 82 °C en un sistema a contracorrent i calen de 20 a 80 filtres de carbó per cada 106 kg de suc. Els xarops que surten dels filtres de carbó actiu es classifiquen segons la seva puresa i qualitat: de 99 a 99,7 graus de puresa, de 90 a 93 graus de puresa, de 84 a 87 graus de puresa i de 75 a 80 graus de puresa. Aquests valors indiquen el percentatge de xarop que no conté cap impuresa. Els xarops més purs es reserven per a sucre líquid (no es cristal·litza), la següent puresa per a terrossos i sucre granulat (sucre de taula) i la resta es destina per ser utilitzat com a ingredient a la industria alimentaria (embotelladores i confiteria).
Un cop tenim els sucs de remolatxa concentrats i decolorats (xarops), s'ha de realitzar un seguit d'etapes perquè la sacarosa cristal·litzi i poder obtenir el producte blanc i en pols que coneixem com a sucre de taula. El primer pas és la cristal·lització al buit, on la sacarosa formarà cristalls, i just després es realitza una centrifugació per separar aquests cristalls de la melassa. D'aquesta manera s'obté el sucre humit que després de l'assecat i la classificació ja estarà llest per a la seva comercialització.

### Cristal·lització

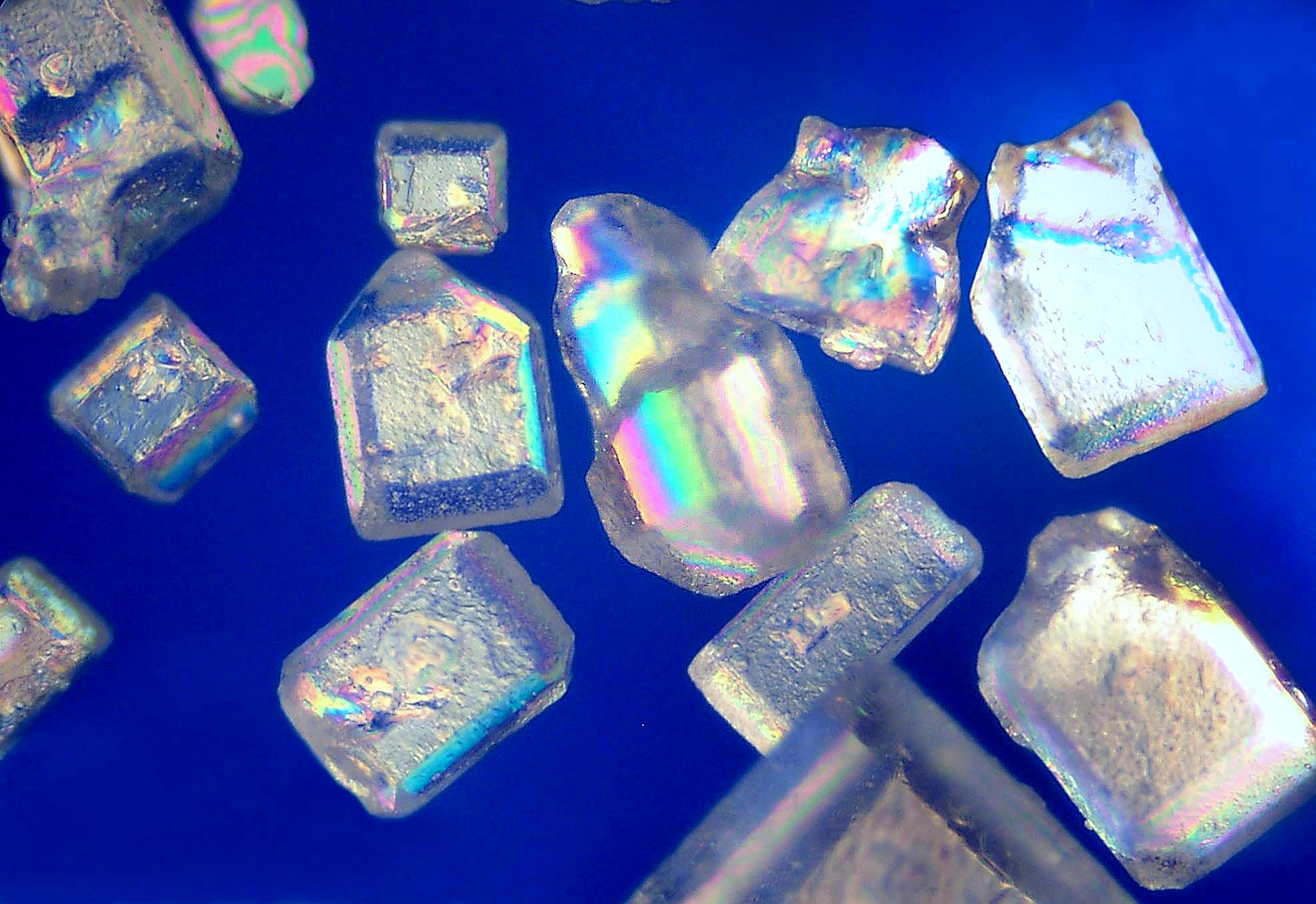
Cristalls de sucre sota el microscopi polaritzant.

El xarop provinent de la decoloració es concentra fins a un grau de sobresaturació prèviament establert afegint sucre fi que proporcionarà petits cristalls a la mescla. Aquests cristalls petits són els precursors de la cristal·lització, la sacarosa dissolta al xarop, en interactuar amb els petits cristalls de sucre, s'adhereix a aquests, augmentant-ne la mida. Els cristalls es fan créixer fins a una mida comercial controlant la velocitat d'ebullició o evaporació, la velocitat d'agitació i la velocitat d'entrada del xarop. La velocitat no ha de ser molt alta, o es formaran nous cristalls (falsos cristalls) que no tindran temps de créixer i que es perdran al tamís de la centrífuga.
El xarop condensat amb els cristalls de sucre es descarrega en una mescladora, que evita que la massa s'enganxi, i s'envia a la centrífuga, on els cristalls se separen del xarop, es netegen i s'emmagatzema al dipòsit de sucre humit. El xarop que surt de la centrifuga encara conté sacarosa, i per tal de recuperar el màxim de sucre possible es retorna al procés de centrifugació 1 o 2 vegades. Quan la puresa d'aquest xarop disminueix, s'utilitza per a xarops de sucre líquid barrejats i, els de menys qualitat, per a alimentació animal. Aquest xarop es coneix com a melassa de remolatxa.

### Assecat i envasat
El sucre humit provinent de la centrífuga encara conté fins a un 1% d'humitat. Aquesta humitat s'elimina fent passar el sucre per un granulador (un assecador giratori de dues etapes o un assecador de llit fluïditzat), a través del qual es fa passar aire calent. El nivell d'humitat del sucre en aquesta etapa és aproximadament d'un 0,06%. L'assecat addicional per eliminar la resta d'humitat es produeix de manera natural durant el transport a les sitges o a les zones d'envasat. Un cop assecat el sucre, els cristalls secs es passen a través d'una sèrie de tamisos on es classifiquen segons la mida de partícula. Finalment, el sucre s'envasa en bosses, caixes o l'envàs que escaigui i es distribueix als comerços.

## Obtenció del sucre de canya

### Obtenció del suc de canya

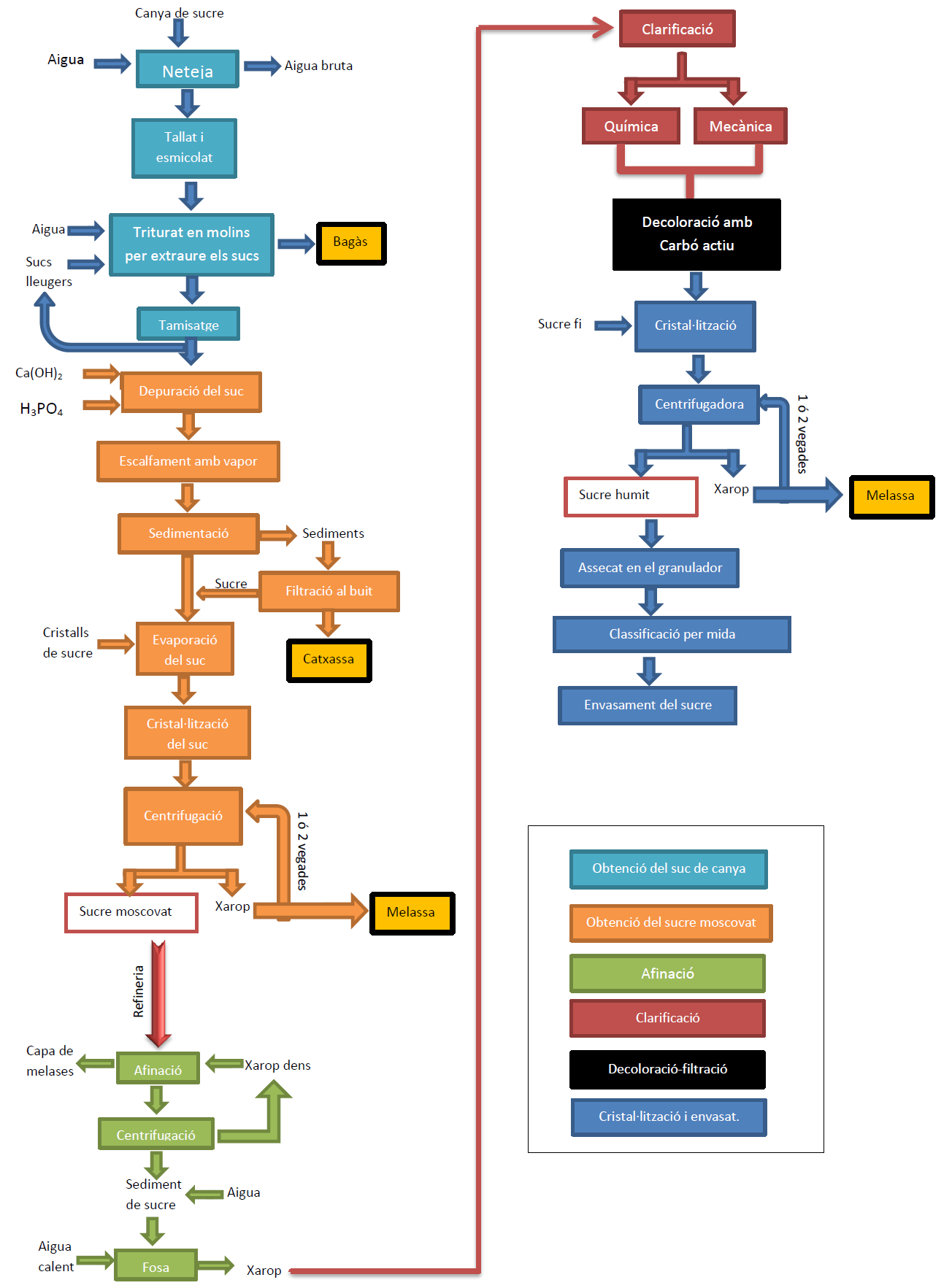
Diagrama de flux sucre de canya

Igual que en la producció de sucre de remolatxa, per a la producció de sucre de canya cal extreure la sacarosa i les substàncies solubles en aigua per a l'obtenció del suc, mitjançant un seguit de passes que conformen la refinació del sucre. Després dels tractaments adequats realitzats al suc de canya, s'obté un producte intermedi de l'elaboració de sucre, el sucre moscovat.
Un cop recol·lectada la canya al camp, no pot passar gaire temps en ser transportada a la fàbrica, ja que si no es processa abans de 24 hores, es produeixen pèrdues per inversió de la sacarosa en glucosa i fructosa. Un cop arriba a la fàbrica es neteja per a eliminar tots els llots i les deixalles que porta la canya del camp. Les canyes es tallen i es passen per una trituradora per esmicolar-les, sense cap forma concreta (no es formen cossettes com en la remolatxa). A continuació, les canyes esmicolades es porten a una sèrie molins, cadascun d'ell amb tres corrons acanalats que exerceixen una gran pressió per a extreure el suc de canya. En els molins s'afegeix aigua i sucs lleugers per a poder extreure millor els soluts de la canya i augmentar el rendiment de l'extracció. El suc lleuger és una part del suc de canya tamisat obtingut en una extracció anterior que es torna a passar per ajudar en la nova extracció. Per tant, en cada extracció, una part del suc obtingut es guarda per a la següent tongada. Un cop tamisat per a eliminar les impureses de flotació i les matèries estranyes, el suc s'envia cap a la zona de depuració i cristal·lització per a l'obtenció del sucre moscovat. La canya seca que surt dels molins després de l'extracció de la sacarosa té el nom de bagàs i és un subproducte del sucre que es pot utilitzar com a combustible o per la fabricació de paper i cartó.

### Obtenció del sucre moscovat
L'obtenció de sucre moscovat a partir del suc canya està dividida en dos processos: una depuració per a eliminar impureses i una cristal·lització. Quan el suc arriba a la zona de depuració s'afegeix aigua de calç (hidròxid de calci (Ca(OH)2) en suspensió), que coagula part de la matèria col·loïdal, fa precipitar algunes impureses i augmenta el pH. L'increment de l'alcalinitat té una gran importància, igual que en el procés de la remolatxa, en l'etapa de cristal·lització. També s'afegeix àcid fosfòric (H₃PO₄) a la mescla, que forma fosfats que ajuden a clarificar-la. En precipitar les impureses amb l'aigua de calç i el fosfat també s'eliminen algunes substàncies que donen color al suc, aconseguint una petita clarificació, encara que el seu color continua sent fosc. Després dels fosfats, es torna a afegir un excés d'aigua de calç amb la finalitat de precipitar tots els fosfats.
Aquesta mescla de suc de canya, hidròxid de calci i fosfat s'escalfa amb vapor a alta pressió i a continuació es deixa sedimentar en grans tancs. Els llots que queden després de la sedimentació contenen les impureses del suc de canya, l'hidròxid de calci, els fosfats, i una part de sucre. Per recuperar el sucre dels llots sedimentats, es passen els llots per filtres al buit amb tambors rotatoris en continu. El sucre recuperat en els filtres es retorna cap al suc de canya. Els sediments, que constitueixen de l'1 al 4% de suc abans de sedimentar, s'assequen i es venen com un subproducte de la industria sucrera, la catxassa. El suc de canya provinent del sedimentador, és un suc amb un alt contingut en hidròxid de calci i un 85% d'aigua. Es realitza una primera evaporació en evaporadors de triple o quàdruple efecte fins a aconseguir un suc grogós amb un 40% d'aigua. El suc es transporta fins a un evaporador al buit on s'evapora fins a un grau predeterminat de sobresaturació. En aquest punt s'afegeixen nuclis de cristalls de sucre (sucre fi), que actuaran de precursors de la cristal·lització. Controlant l'evaporació i la velocitat d'addició del suc de canya sobreconcentrat, els cristalls creixen fins a una mida determinada.
A la sortida de l'evaporador s'obté un xarop compost principalment per petits cristalls de sacarosa i un 10% d'aigua. Aquesta mescla de xarop i cristalls es transporta fins al cristal·litzador, un tanc d'agitació horitzontal equipat amb serpentins de refredament. En el cristal·litzador la sacarosa encara dissolta en el xarop es diposita sobre els cristalls ja formats i es fa créixer fins a una mida comercial, completant la cristal·lització. El xarop condensat amb els cristalls de sucre es descarrega en una mescladora, que evita que la massa s'enganxi, i s'envia a la centrífuga, on els cristalls se separen del xarop, es netegen i s'emmagatzemen al dipòsit de sucre moscovat. El xarop que surt de la centrífuga encara conté sacarosa, i per tal de recuperar el màxim de sucre possible es retorna al procés de centrifugació 1 o 2 vegades. Quan la puresa d'aquest xarop disminueix, s'utilitza per a xarops de sucre líquid barrejats i, els de menys qualitat, per a alimentació animal. Aquest xarop es coneix com a melassa de canya. El sucre moscovat (de color cafè clar) que conté un 97,8% de sacarosa, s'ha d'enviar a una refineria, que normalment es troba fora del país d'origen, on es tractarà fins a obtenir sucre refinat.

### Refinació del sucre moscovat

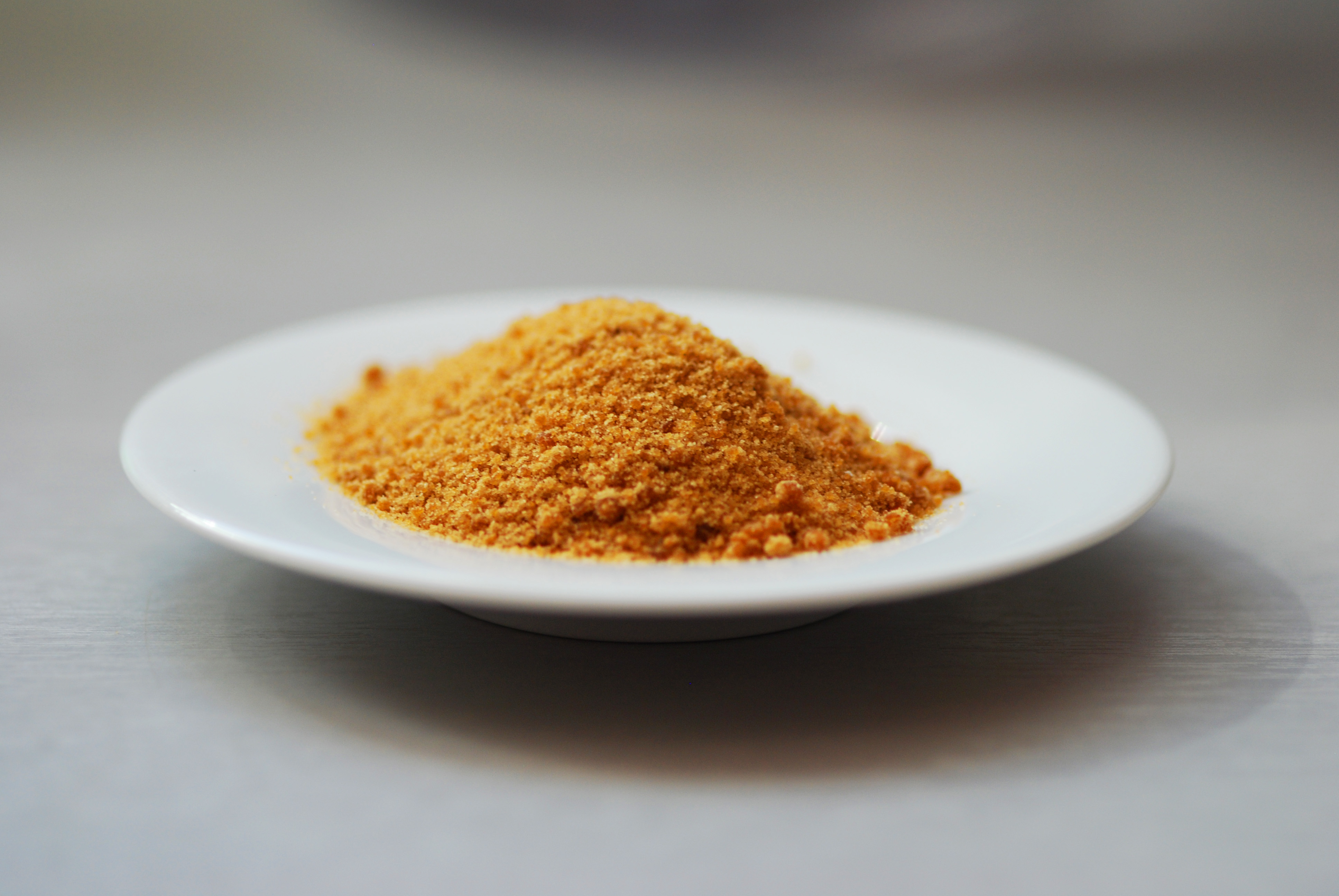
Sucre moscovat

#### Afinació
El sucre moscovat s'envia a les refineries, on s'emmagatzema i es tracta per a eliminar les impureses que l'hi confereixen color. El primer pas de la refinació és l'afinació. Els cristalls es tracten, dins de mescladores en forma de cargol sense fi, amb un xarop de sucre dens (60 a 80º Brix) per eliminar la capa de melassa adjacent als cristalls. La gran quantitat de sucre dissolt en el xarop impedeix que es dissolguin els cristalls de sucre moscovat però estova i dissol la capa d'impureses. A continuació, el xarop es passa per una centrífuga on es tornen a separar els cristalls. El xarop que surt de la centrífuga es dilueix fins a obtenir un xarop de 60 a 80º Brix que és el xarop dens que s'utilitza per a l'afinació del sucre moscovat. Els cristalls que surten de la centrífuga es ruixen amb aigua i es porten cap a la fosa, on es dissolen amb aigua calenta en una relació 2:1 (2 parts de sucre, 1 part d'aigua calenta). Els cristalls fosos i nets es porten cap a la següent fase del procés, la clarificació. En les refineries, s'anomena sucre fos a la sacarosa dissolta en l'aigua, sense formar cristalls.

#### Clarificació o purificació
A aquest punt del procés hi arriba el sucre fos amb una gran quantitat de sucre i una certa quantitat restant d'impureses i de melassa que no s'han eliminat totalment en l'etapa anterior i confereixen color fosc al sucre. Per eliminar aquestes impureses i el color de la mescla es realitzen dues operacions: una primera clarificació que elimina una part de les impureses i ajuda a millorar el rendiment de la segona operació, la decoloració per carbó actiu. La clarificació es pot realitzar per processos mecànics o químics: 
- En la clarificació mecànica s'afegeix terra de diatomees o un material inert similar al xarop i s'incorpora una base (hidròxid de calci) perquè augmenti el pH i precipitin algunes impureses. Aquesta mescla es passa per un filtre de premsa d'on surt un xarop totalment transparent i d'un color una mica més clar. La clarificació mecànica és un procés en el qual no es pot treballar en continu, s'ha de treballar forçosament en lots.
- La clarificació química es pot realitzar per dos mètodes diferents: un mètode on s'eliminen les impureses per flotació i un sistema de carbonatació semblant al procés de carbonatació del sucre de remolatxa. En el sistema de flotació, el xarop provinent de la fosa s'escalfa fins als 65 °C abans d'entrar al clarificador i s'aireja amb bombolles d'aire que formen escuma a tota la mescla. Quan entra al clarificador s'escalfa a una temperatura més elevada, fet que provoca que l'escuma formada pugi a la superfície transportant fosfat tricàlcic (present al sucre des de l'etapa d'obtenció del sucre moscovat) juntament amb impureses atrapades. Aquest procés redueix la matèria colorant entre un 25 i un 45% i disminueix considerablement la quantitat dels decolorants utilitzats a l'etapa següent.

En el sistema de carbonatació s'afegeix diòxid de carboni a la mescla formant carbonat càlcic. El carbonat càlcic precipita emportant-se amb ell el 60% de les matèries colorants de la mescla. Tant en el sistema de flotació com el de carbonatació, la mescla es filtra per eliminar les impureses presents en l'escuma (flotació) o en els sediments (carbonatació) i s'envia a decolorar. El xarop de sucre de canya decolorat i filtrat rep el nom de licor de sucre.

#### Decoloració-filtració
El licor aclarit, lliure de matèria insoluble, conté encara una gran quantitat d'impureses dissoltes que li confereixen una tonalitat fosca. Aquestes impureses s'eliminen per percolació mitjançant carbó activat en un procés semblant al de la producció de sucre de remolatxa. La decoloració es realitza a 82 °C en un sistema en contra corrent i calen de 20 a 80 filtres de carbó per cada 106 kg de suc. Els licors més foscos (menys purs) es tracten amb carbó activat o resines d'intercanvi iònic per formar el que es coneix com a sucre morè lleuger. Els licors que surten dels filtres de carbó activat es classifiquen segons la seva puresa i qualitat: de 99 a 99,7 graus de puresa, de 90 a 93 graus de puresa, de 84 a 87 graus de puresa i de 75 a 80 graus de puresa. Aquests valors indiquen el percentatge de xarop que no conté cap impuresa. Els xarops més purs es reserven per a sucre líquid (no es cristal·litza), la següent puresa per a terrossos i sucre granulat (sucre de taula) i la resta es destina per ser utilitzat com a ingredient a la industria alimentaria (embotelladores, confiteria i sucre morè).

#### Cristal·lització i envasat
Un cop tenim el licor decolorat, s'han de realitzar un seguit d'etapes perquè la sacarosa cristal·litzi i poder obtenir el producte en pols que coneixem com a sucre de taula. El primer pas és la cristal·lització al buit, on la sacarosa formarà els cristalls de sucre, i just després es realitza una centrifugació per a separar aquests cristalls de la melassa. D'aquesta manera s'obté el sucre humit que després de l'assecat i la classificació ja estarà llest per a la seva comercialització. El procés és exactament el mateix que a la cristal·lització del sucre de remolatxa i obtenim sucre blanc humit i melassa de canya. Per a l'obtenció de sucre morè, a part de fer servir els licors de sucre més foscos, s'usa una velocitat de centrifugació més baixa, el que causa que part de la melassa formi una fina capa sobre els cristalls de sacarosa, donant-li el color característic. El sucre humit, s'asseca, es classifica segons la mida i s'envasa seguint el mateix procés que el sucre de remolatxa. El sucre polvoritzat (sucre de llustre o sucre glacé si porta fècula) es fabrica en moldre el sucre granular en molins fins a aconseguir cristalls amb un diàmetre inferior a 0,15 mm. És tan higroscòpic que és molt habitual afegir un 3% de midó de blat de moro per disminuir aquesta higroscopicitat. Els cubs i els terrossos de sucre es preparen en barrejar sucre granular amb un xarop blanc per formar una massa humida, a la que es dona forma i s'asseca.

## Subproductes de l'elaboració del sucre i el seu ús

### Cabdells de canya de sucre, matèria vegetal seca de la remolatxa i polpa
Els cabdells de la canya de sucre la matèria vegetal seca i la polpa de remolatxa són residus que es generen en les primeres fases de l'elaboració de sucre. Els dos primers es generen al camp durant les èpoques de recol·lecció de la canya i la remolatxa. La polpa de remolatxa s'obté (en forma de cossettes esgotades) en el procés d'extracció del sucre de remolatxa. A més, en aquest grup de residus també trobem les matèries estranyes obtingudes en les diferents fases de filtració durant l'elaboració de sucre de remolatxa. Aquests residus s'utilitzen normalment com a farratges per a alimentació animal, sobretot per als cavalls i els bestiar boví dels treballadors de les plantacions. S'hi sol afegir una mescla d'urea i melassa per augmentar el contingut en nitrogen, que és baix tant en els cabdells de canya com en els residus de remolatxa. Aquests residus també s'usen com a adob orgànic i per a la fabricació de combustible (biodièsel), però en molt poca quantitat.

### Bagàs
Es denomina bagàs al residu de matèria resultant de l'extracció del seu suc. En el cas de la canya de sucre, el bagàs és el producte llenyós procedent del triturat en molins. Un 60% del bagàs que es produeix s'empra com a combustible en les pròpies indústries sucreres per rebaixar el cost de producció de sucre. També es ven com a subproducte a altres empreses que obtenen taulons de construcció, aïllants, productes per l'agricultura, additius plàstics i fibres de reforç plàstiques i de paper. Les fibres del bagàs són de dues classes: hi ha fibres fines, fortes i flexibles que són les que s'utilitzen per a la fabricació dels productes derivats, i fibres curtes que confereixen propietats inconvenients als productes derivats si no s'eliminen. Per tant, el primer pas per a la fabricació de qualsevol producte derivat del bagàs és la separació de les dues classes de fibres. El mètode més fàcil per separar les dues fraccions consisteix a assecar el bagàs i tractar-ho en un molí de martells, on es deixa anar la medul·la (fibres curtes) adherida a les fibres de bagàs. Seguidament, es fa passar el material per un tamís classificador, o a través de tremuges de succió, que eliminen la medul·la. El bagàs també es fa servir en la producció de furfural. Una altra possibilitat d'ús és la seva conversió en les anomenades mels hidrolítiques, per a la seva fermentació posterior i l'obtenció d'alcohol i proteïnes per a l'alimentació animal.

### Catxassa
La catxassa és el residu que s'obté del procés de filtració al buit dels sediments durant la fase d'obtenció del sucre moscovat. La quantitat de catxassa produïda i la seva composició varia segons la localització dels cultius, la varietat de canya, l'eficiència de molta, el mètode de clarificació, etc. Sigui quin sigui el volum obtingut, la catxassa conté diferents substàncies d'importància, com la cera crua, grasses, fibra, sucres i proteïnes, entre d'altres, que la converteixen en una matèria primera de gran valor. La catxassa té diversos usos, encara que en la majoria de països simplement s'escampa pels camps de canya, com a fertilitzant, al voltant de sis setmanes abans de la sembra. D'altra banda, en alguns països com Mèxic, s'elabora compost amb catxassa i bagàs, mitjançant un procés de fermentació anaeròbica combinat. De la catxassa també se’n pot extreure cera que s'usa en la fabricació de betum, cosmètics, cera de recobriment per a cítrics i altres fruites fresques destinats a l'exportació, etc. A més, la catxassa és un excel·lent aliment pels animals, gràcies al seu contingut de sucres, proteïna, nitrogen i altres nutrients.

### Melassa

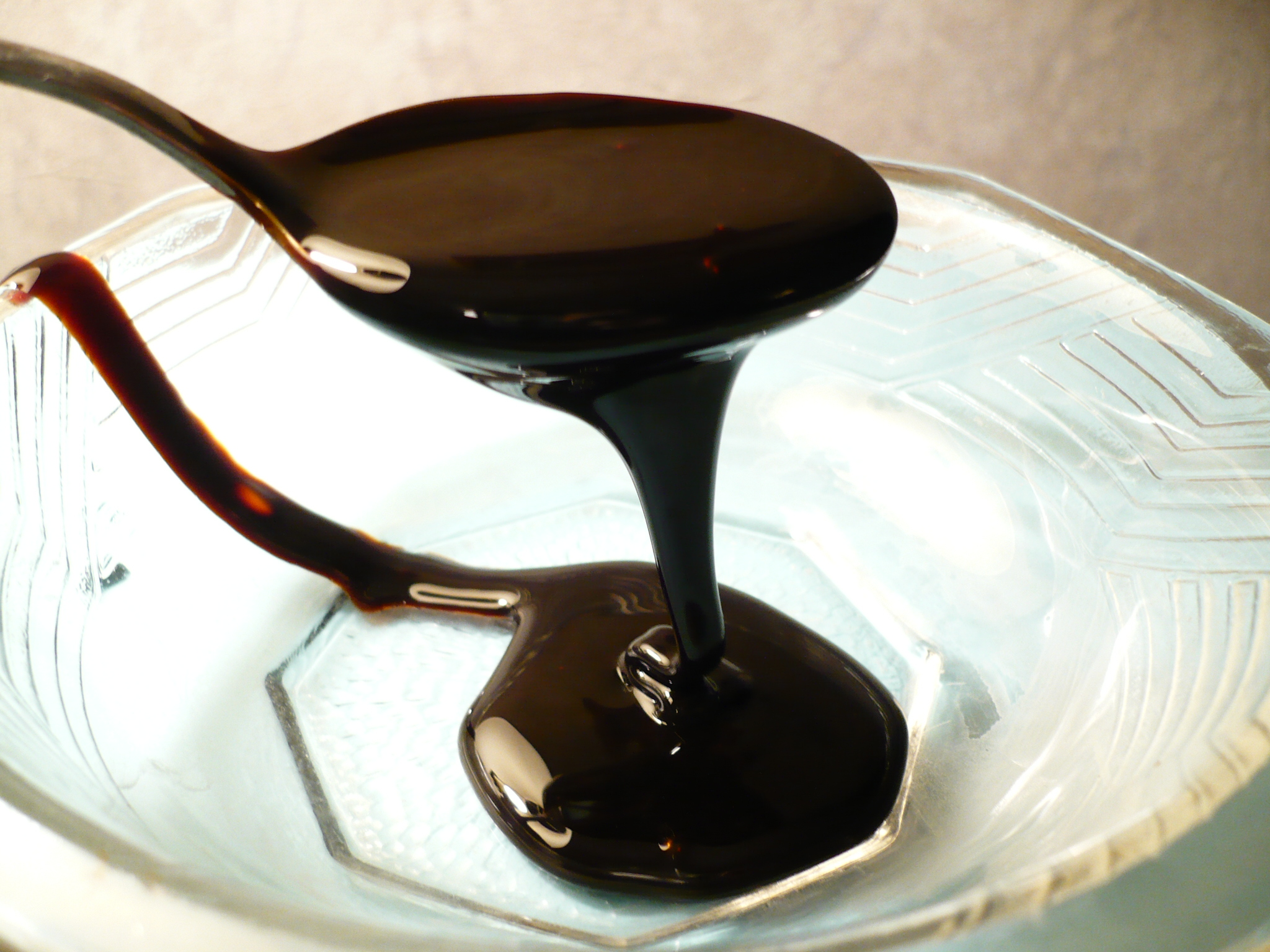
Melassa de sucre de canya

La melassa és el subproducte de la indústria sucrera del qual s'ha extret el màxim de sucre en el procés de centrifugació. El seu aspecte és semblant al de la mel encara que de color terrós molt fosc, pràcticament negre. Tant la melassa de canya com la melassa de remolatxa es fan servir principalment com a suplement energètic per a l'alimentació de remugants, pel seu alt contingut de sucres i el seu baix cost. La melassa de canya pot utilitzar-se per a alimentació humana barrejada amb xarops de sucre líquid, i es coneix amb el nom de mel de canya. El sabor és dolç, lleugerament similar al de la regalèssia, amb un lleuger regust amarg. Nutricionalment presenta un altíssim contingut en hidrats de carboni, a més de vitamines del grup B i abundants minerals, entre els quals destaquen el ferro, el coure i el magnesi. El seu contingut d'aigua és baix. La melassa de remolatxa no és apta per al consum humà, ja que és amarga, però es fa servir en l'alimentació de bestiar boví. La melassa, per la seva quantitat de sucres, és un bon substrat pel creixement de diferents tipus de microorganismes i, per exemple, s'usa per a la producció de llevat o per obtenir àcid cítric, alcohol, o D-xylitol. La limitació d'utilitzar les melasses com a medi de cultiu és el seu baix contingut en nitrogen, per això es solen enriquir els medis de cultius amb urea. En aquest sentit, un altre ús de les melasses de canya de sucre és la seva fermentació per a l'obtenció de diferents begudes alcohòliques entre les quals destaca el rom.

## Producció mundial de sucre
El sucre és un important producte de comerç mundial. Als països amb clima moderat, especialment a Europa Occidental i Central, Estats Units, Xina i Japó, el sucre es produeix a partir de la remolatxa sucrera, mentre que a les zones tropicals i subtropicals s'extreu de la canya de sucre. Els països productors més importants de sucre són: Índia, Brasil, Tailàndia, Xina, Austràlia, Mèxic, Cuba i Estats Units. En total, el sucre es produeix en 113 països de tot el món. 71 països produeixen sucre a partir de canya de sucre, 35 només de la remolatxa sucrera, i 7 de les dues plantes.
Des de finals dels anys vuitanta, l'augment de la producció mundial de sucre ha estat principalment atribuïble a la canya de sucre. En contrast, la producció de sucre de remolatxa en el mateix període s'ha mantingut relativament estable en, aproximadament, 33 milions de tones. Es preveu que en les exportacions de sucre de canya dels països tropicals i subtropicals seguiran predominant els enviaments de sucre cru (moscovat), encara que també augmentaran les vendes de sucre blanc. Segons les xifres, les exportacions de sucre blanc de la Unió Europea, el segon exportador més important, van disminuir un 43% el 2014, en comparació de les exportacions corresponents a 1999-2003. Les exportacions procedents d'aquest grup de països només podrien augmentar de manera considerable si pugés notablement el preu mundial del sucre o s'aconseguís una major eficàcia i reducció de costos en la producció, distribució i venda del sucre de remolatxa.
| País      | 2007/08 | 2008/09 | 2009/10 | 2010/11 | 2011/12 |
| --------- | ------- | ------- | ------- | ------- | ------- |
| Brasil    | 31,600  | 31,850  | 36,400  | 38,350  | 35,750  |
| índia     | 28,630  | 15,950  | 20,637  | 26,650  | 28,300  |
| UE        | 15,614  | 14,014  | 16,687  | 15,090  | 16,740  |
| Xina      | 15,898  | 13,317  | 11,429  | 11,199  | 11,840  |
| Tailàndia | 7,820   | 7,200   | 6,930   | 9,663   | 10,170  |
| USA       | 7,396   | 6,833   | 7,224   | 7,110   | 7,153   |
| Mèxic     | 5,852   | 5,260   | 5,115   | 5,495   | 5,650   |
| Rússia    | 3,200   | 3,481   | 3,444   | 2,996   | 4,800   |
| Pakistan  | 4,163   | 3,512   | 3,420   | 3,920   | 4,220   |
| Austràlia | 4,939   | 4,814   | 4,700   | 3,700   | 4,150   |
| Altres    | 38,424  | 37,913  | 37,701  | 37,264  | 39,474  |
| Total     | 163,536 | 144,144 | 153,687 | 161,437 | 168,247 |